# Why Do You Lie to Me
Why Do You Lie to Me è un singolo del DJ tedesco Topic e del cantante svedese A7S, pubblicato il 28 agosto 2020.
Il brano vede la partecipazione del rapper statunitense Lil Baby.

## Video musicale
Il video musicale, diretto da Dagi Bee, è stato reso disponibile il 3 novembre 2020.

## Tracce
Testi e musiche di Topic, Alexander Tidebrink e Dominique Jones.
Download digitale
1. Why Do You Lie to Me (feat. Lil Baby) – 2:51

Download digitale – Keanu Silva Remix
1. Why Do You Lie to Me (feat. Lil Baby) (Keanu Silva Remix) – 2:53

Download digitale – Twocolors Remix
1. Why Do You Lie to Me (feat. Lil Baby) (Twocolors Remix) – 2:52

Download digitale – KC Lights Remix
1. Why Do You Lie to Me (feat. Lil Baby) (KC Lights Remix) – 3:17

Download digitale – Remixes
1. Why Do You Lie to Me (feat. Lil Baby) – 2:51
2. Why Do You Lie to Me (feat. Lil Baby) (Twocolors Remix) – 2:52
3. Why Do You Lie to Me (feat. Lil Baby) (Keanu Silva Remix) – 2:53

## Formazione
- Topic – basso, batteria, programmazione, sintetizzatore, produzione, missaggio
- A7S – voce, batteria, pianoforte
- Lil Baby – voce aggiuntiva
- Manuel Reuter – mastering

## Classifiche

### Classifiche settimanali
| Classifica (2020-21) | Posizione massima |
| -------------------- | ----------------- |
| Belgio (Vallonia)    | 66                |
| Bulgaria             | 2                 |
| Croazia              | 72                |
| Germania             | 98                |
| Polonia              | 60                |
| Russia               | 13                |
| Svizzera             | 86                |
| Ucraina              | 31                |

### Classifiche di fine anno
| Classifica (2021) | Posizione |
| ----------------- | --------- |
| Russia            | 62        |